# Favas com chouriço

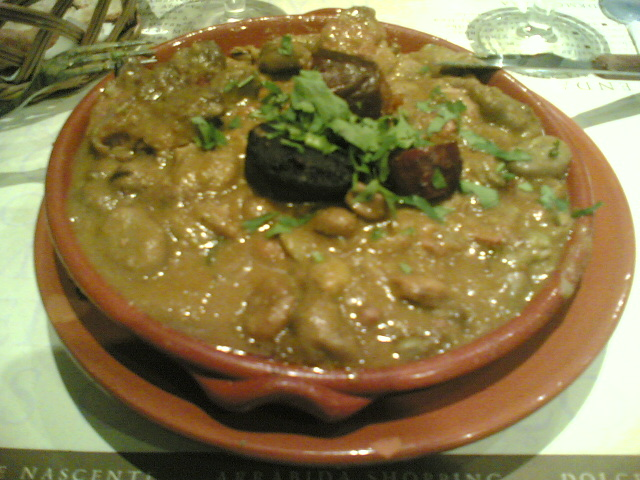
Favas com chouriço.

Favas com chouriço (denominado también como Favas guisadas à portuguesa) es un plato típico de la cocina portuguesa en el que los ingredientes protagonistas son: la fava (haba) y diversos embutidos como el chouriço (chorizo), el chouriço de vinho y la morcela (morcilla). Existen diversas recetas, dependiendo de la región en que se elabora la receta, como por ejemplo las de Almeirim y de la Sierra de la Estrella, aunque son muy semejantes en los ingredientes. Es un plato invernal que se sirve caliente en una cazuela de barro.